# 桜島神社

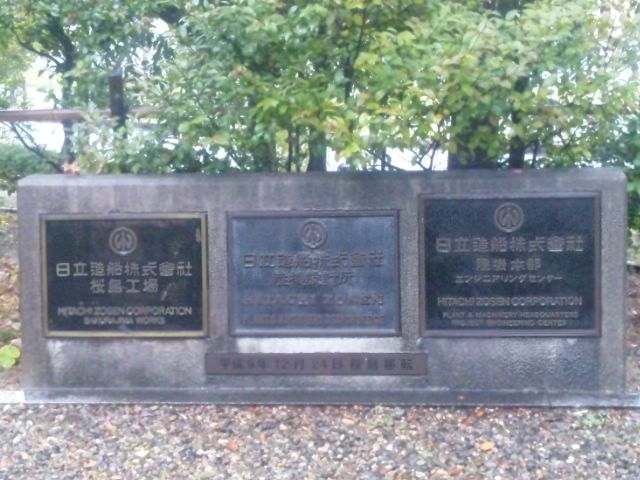
鳥居入って右手にある石碑

桜島神社（さくらじまじんじゃ）は、大阪府大阪市住之江区南港北の咲洲に鎮座する神社。

## 歴史
1996年（平成8年）に創建。
日立造船エンジニアリングセンターの南港移転時に作られた神社で、咲洲にある唯一の神社である。

## 交通
- Osaka Metro南港ポートタウン線「中ふ頭駅」より徒歩で約15分。
- 4号湾岸線・5号湾岸線・16号大阪港線「南港北出入口」より車で約1分。